# Aegolipton marginale
Aegolipton marginale  (лат.) — вид жуков-усачей из подсемейства прионин. Распространён в Китае, Лаосе, Малайзии, Мьянме, на Сулавеси, Суматре, в Таиланде и на Яве, а также в Бангладеш и на Тайване.
Личинки живут в древесине и могут повреждать её.